# Фредерік Пассі
 Фредерік Пассі  (фр. Frédéric Passy); (20 травня 1822 — 12 червня 1912) — французький політеконом і захисник миру.

## Біографія
Народився у Парижі у великій заможній родині, члени якої займали важливі державні посади. Домашнє оточення, навчання в паризьких ліцеях, де викладали філософію, право й економіку, вплив дядька-міністра викликали в Пассі інтерес до політичної економії й відіграли важливу роль у формуванні його світогляду.
1844 р. Пассі отримав спадщину, залишив державну службу й заглибився у вивчення політекономії. Під час поїздки до Італії він познайомився з Бланш Сегаре й 1846 р. одружився з нею. У них народилося 12 дітей.
У Європі на той час активізувався рух за мир, але Пассі мало цікавився їм до кінця Кримської війни (1853—1856), в якій Франція воювала на стороні Англії й Туреччини проти Росії. Численні жертви з обох боків жахнули Пассі, і він стає активним поборником миру.
1857 року Пассі опублікував свою позицію в збірнику есе «Проблеми економіки». Він читав лекції, але уникав державної служби, тому що не хотів присягнути імператору Наполеонові ІІІ. Він відмовився від нагородження орденом Почесного легіону й деяких призначень.
1870 року не зважаючи на всі зусилля Пассі, між Францією і Пруссією розпочалася війна, яка закінчилася для Франції катастрофою. Пассі опублікував маніфест «Помста чи відродження», де закликав до мирного врегулювання відносин між Францією і Німеччиною на основі арбітражу.
1871 року була заснована Третя французька республіка. Пассі починає викладати в паризьких школах. 1881 року він був обраний у палату депутатів, де підтримав свободу торгівлі, робоче законодавство і резолюцію про міжнародний арбітраж, а також рішуче засуджував агресивну колоніальну політику Франції.
Пассі дедалі більше захоплювався рухом за арбітраж як альтернативою міжнародним збройним конфліктам.
1888 року він організував зустріч французьких і англійських парламентаріїв для обговорення перспективи арбітражу між їхніми країнами та США.
1889 року представники 10 європейських країн і США заснували в Парижі Міжнародний союз для розробки пропозицій щодо арбітражу й роззброюванням під головуванням Пассі.
1901 року Пассі було нагороджено Нобелівською премією Миру за багаторічні миротворчі зусилля. Цю почесну нагороду він розділив з Ж. Дюнаном.
Визначений лідер європейського руху за мир, він продовжував роботу й після нагородження. Пассі звернувся до королеви Вікторії із закликом не починати війну з бурами в Південній Африці, переконував Росію й Японію вирішити територіальну суперечку шляхом арбітражу, що й було зроблено 1906 р. за допомогою Теодора Рузвельта. До кінця життя Пассі був упевнений, що майбутнє належить миру, праці й арбітражу.
Пассі помер 12 червня 1912 р. і був похований на цвинтарі Пер-Лашез у Парижі.

## Наукові праці
- Mélange économique, Guillaumin, Paris, 1857.
- De la propriété intellectuelle (avec V.Modeste et P.Paillote), Guillaumin, Paris, 1859.
- Leçons d'économie politique (recueilli par E.Bertin et P.Glaize), Gras, Montpellier, 1861.
- La Démocratie et l'instruction, Guillaumin, Paris, 1864.
- Les Machines et leur influence sur le développement de l'humanité, Hachette, Paris, 1866.
- Malthus et sa doctrine, 1868.
- Histoire du travail: leçons faites aux soirées littéraires de la Sorbonne, Paris, 1873.
- Pour la paix, Charpentier, Paris, 1909.
- Sophismes et truismes, Giard et Brière, Paris, 1910.